# Hôtel de ville de Zrenjanin
L'hôtel de ville de Zrenjanin (en serbe cyrillique : Зграда Скупштине града ; en serbe latin : Zgrada Skupštine grada) est situé à Zrenjanin, dans la province de Voïvodine et dans le district du Banat central, en Serbie. Avec l'ensemble du quartier ancien de la ville, il est inscrit sur la liste des entités spatiales historico-culturelles de grande importance de la République de Serbie (identifiant no PKIC 48) et, à ce titre, sur la liste des monuments culturels de grande importance.
Le bâtiment se situe au no 10 Trg slobode (« place de la Liberté »), en plein centre ville.

## Présentation

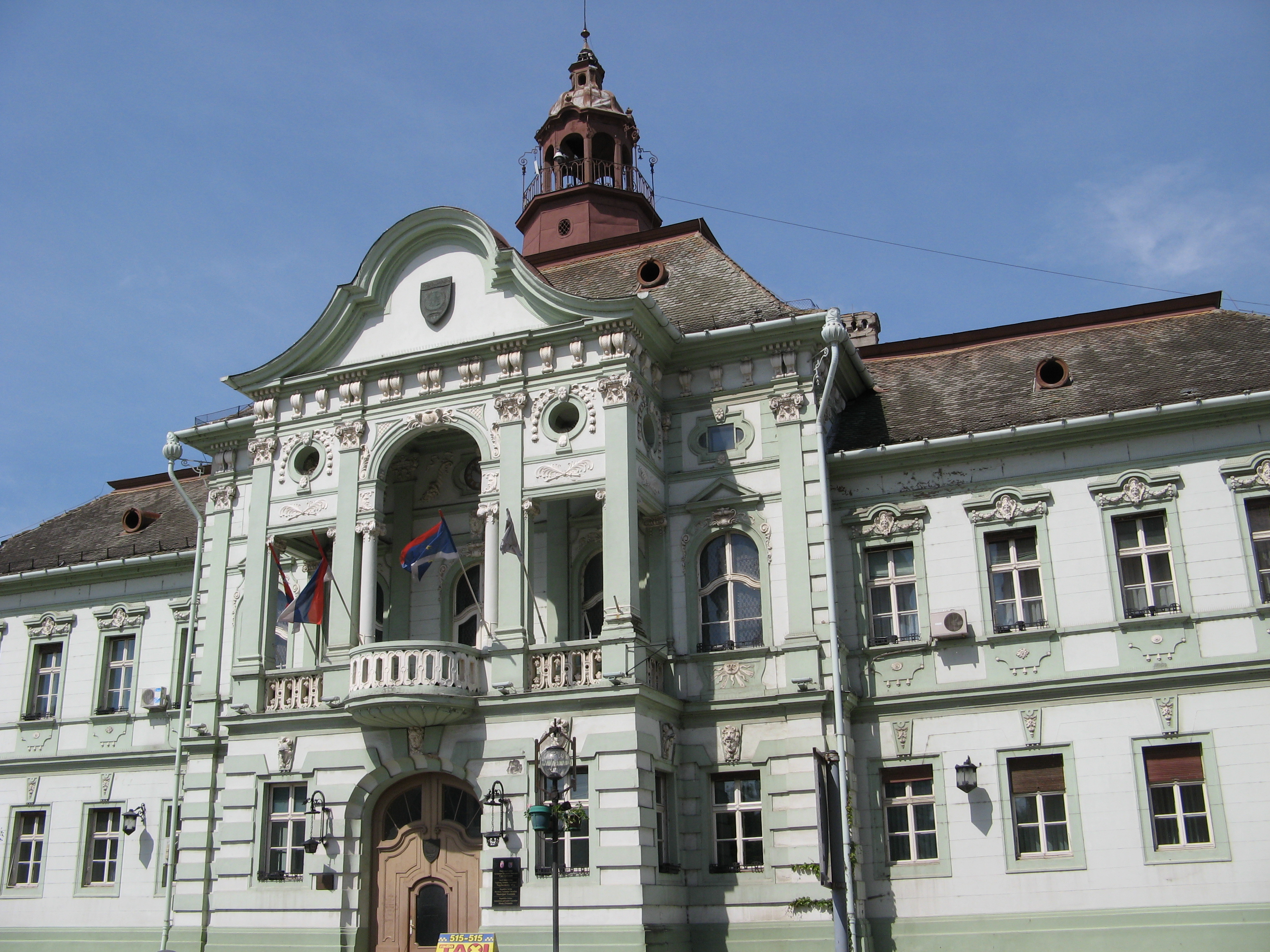
Détail de la façade

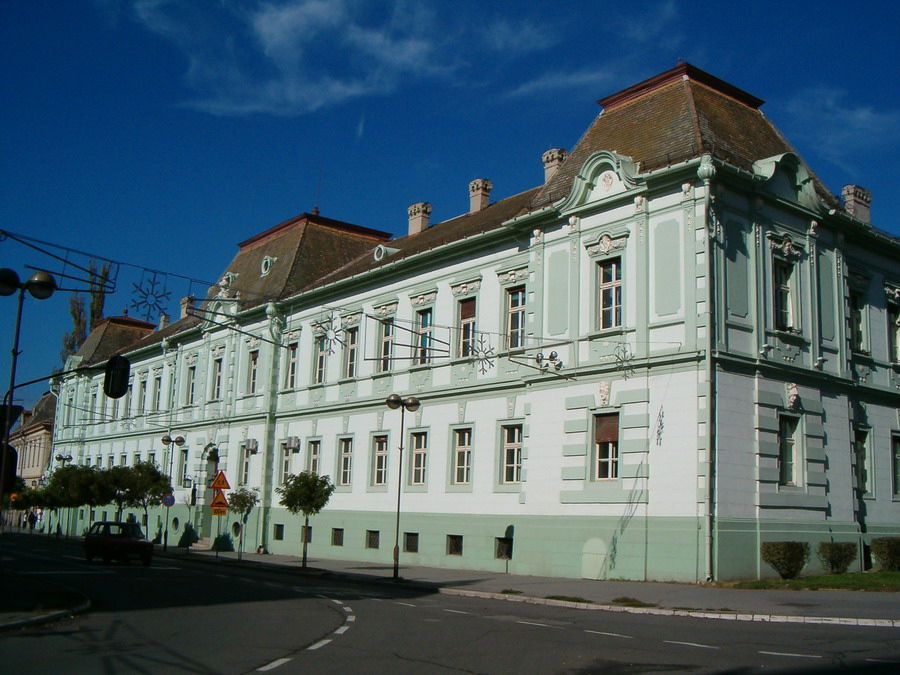
L'aile droite du bâtiment

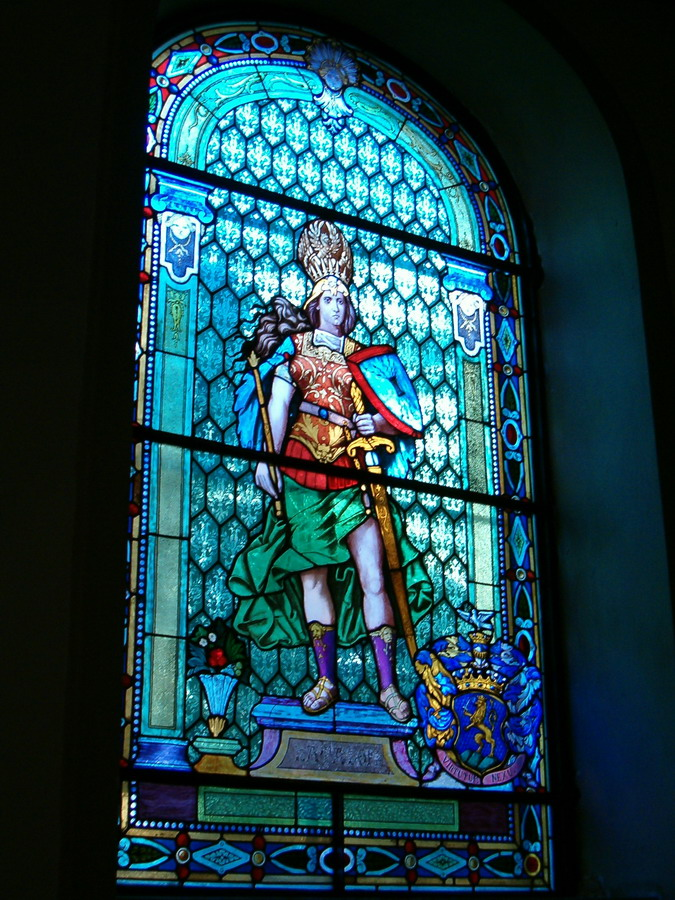
La Force par Eduard Kratzmann

En 1807, un grand incendie a détruit le vieux centre de Veliki Bečkerek, aujourd'hui Zrenjanin, qui remontait au XVIIIe siècle. Entre 1816 et 1820, un nouveau bâtiment a été construit sur des plans de l'architecte Joseph Fischer pour abriter les services administratif du comitat de Torontál. Très vite devenu trop exigu, l'édifice a été agrandi, reconstruit et modernisé en 1885-1887 selon les plans de deux architectes très connus de Budapest, Ödön Lechner et Gyula Pártos. Ces deux architectes sont considérés comme des pionniers du style de la Sécession hongroise, une variante de l'Art nouveau qui a vu le jour à la fin du XIXe siècle et au début du XXe siècle. L'hôtel de ville a conservé son apparence originale, caractéristique du style néo-baroque.
L'intérieur a été conçu pour les besoins du fonctionnement d'une administration. Près de 135 bureaux sont reliés par un labyrinthe de couloirs et d'escaliers. Le premier étage est réservé au grand župan, à son adjoint et abrite aussi les cabinets de travail des collaborateurs et des secrétaires ; on y trouve aussi des salons officiels, des chambres, notamment pour les fonctionnaires, et des salles à manger. Au premier étage de la partie centrale du bâtiment se trouve la « salle baroque » (en serbe : Barokna sala), une salle d'apparat qui servait autrefois aux réunions du comitat ; après un incendie survenu en 1902, elle a été restaurée et dotée de nouvelles décorations en stuc selon un projet de Johan Geugner, un peintre de Zrenjanin.
L'escalier principal est décoré de trois vitraux représentant la Justice, la Sagesse et la Force ; ils ont été créés par Eduard Kratzmann (1847-1922), le fils du peintre Gustav Kratzmann.
Le bâtiment gouvernemental et administratif de Veliki Bečkerek se veut représentatif de la puissance de la ville, du comitat de Torontál et, plus généralement, de la monarchie de Habsbourg tout comme d'autres hôtels de ville des bordures de la monarchie, à Szeged, Sombor Kikinda, Kecskemét puis, plus tard, Subotica, Kanjiža et Senta.